# Zabelia angustifolia
Zabelia angustifolia là một loài thực vật có hoa trong họ Kim ngân. Loài này được Louis Édouard Bureau và Adrien René Franchet mô tả khoa học đầu tiên năm 1891 dưới danh pháp Abelia angustifolia. Năm 1948 Tomitarô Makino chuyển nó sang chi Zabelia.
Loài này phân bố ở phía nam miền trung Trung Quốc.
Một số tác giả coi loài này là đồng nghĩa của Zabelia buddleioides.